# Rubikon-Rede

Auszug aus einem Manuskript der Rede mit der namensgebenden Formulierung:
„I believe that we are today crossing the Rubicon. There can be no turning back.“

Als Rubikon-Rede, englisch Rubicon speech beziehungsweise afrikaans Rubicon-toespraak, wird die politische Rede bezeichnet, die der damalige südafrikanische Präsident Pieter Willem Botha am 15. August 1985 im Rathaus von Durban während einer Versammlung der Nationalen Partei der Provinz Natal hielt. Themen waren vor allem die durch die als Apartheid bezeichnete Rassentrennung in Südafrika entstandenen wirtschaftlichen und sozialen Probleme sowie Bothas Vorstellungen zu deren Lösung.
Die Benennung der Ansprache geht zurück auf eine Aussage an ihrem Ende: „Ich glaube, dass wir heute den Rubikon überschreiten. Es kann keine Umkehr geben.“ Dabei handelte es sich um eine Metapher, die auf die Überquerung des Flusses Rubikon durch Gaius Iulius Caesar mit seinen Truppen im Jahr 49 v. Chr. Bezug nimmt und das Übertreten einer bedeutsamen Grenze beschreibt, hinter der es kein Zurück mehr gibt. Im Gegensatz zur Bedeutung dieser Metapher kündigte Botha jedoch in der Rede, die weltweit live übertragen wurde, keine substantiellen gesellschaftlichen Reformen an und erfüllte damit die im Vorfeld entstandenen innen- und außenpolitischen Erwartungen nicht.
In der Folge kam es in Südafrika zu Turbulenzen am Finanz- und Aktienmarkt sowie einer weiteren Verschlechterung der sozioökonomischen Verhältnisse. Aus diesem Grund gilt die Ansprache als einer der größten Fehlschläge in Bothas politischer Laufbahn und als prägendes Ereignis für die Entwicklung des Landes in der Endphase der Apartheid-Ära. Die Rubikon-Metapher wurde im Kontext der politischen Geschichte Südafrikas zu einem Synonym für den individuellen und kollektiven Umgang mit dem Apartheidsystem.

## Die Rede

### Vorgeschichte und Kontext
Die Ankündigung von Bothas Rede traf im Vorfeld sowohl in Südafrika als auch im Ausland auf großes Interesse, da in deren Rahmen mit der Bekanntgabe grundlegender Reformen zur Lösung der sozialen und wirtschaftlichen Probleme des Landes gerechnet wurde, die infolge der Apartheid entstanden waren. Hierzu zählten seit dem Amtsantritt Bothas und verstärkt seit dem Beginn der 1980er Jahre eine Intensivierung des bewaffneten Widerstandes des African National Congress (ANC) in Form von Anschlägen vor allem auf die Infrastruktur und auf staatliche Einrichtungen, ein Anstieg an gewalttätigen Unruhen in den Townships und an Streiks sowie ein zunehmend repressives polizeiliches und militärisches Vorgehen gegen Apartheidgegner. Darüber hinaus war es zu einer Verschärfung des internationalen Drucks gekommen, der zu einer verstärkten diplomatischen Isolation des Landes sowie Sanktionen im wirtschaftlichen, kulturellen und sportlichen Bereich geführt hatte. Die Erwartungen, dass Botha in seiner Rede Vorschläge für Reformen zur Lösung dieser Probleme präsentieren würde, beruhten auf vorherigen Aussagen des damaligen Außenministers Roelof Frederik Botha in diplomatischen Kreisen und auf Spekulationen in den Medien aufgrund von vorab an die Presse gelangten Auszügen aus dem Manuskript.

### Inhalt und Aussagen

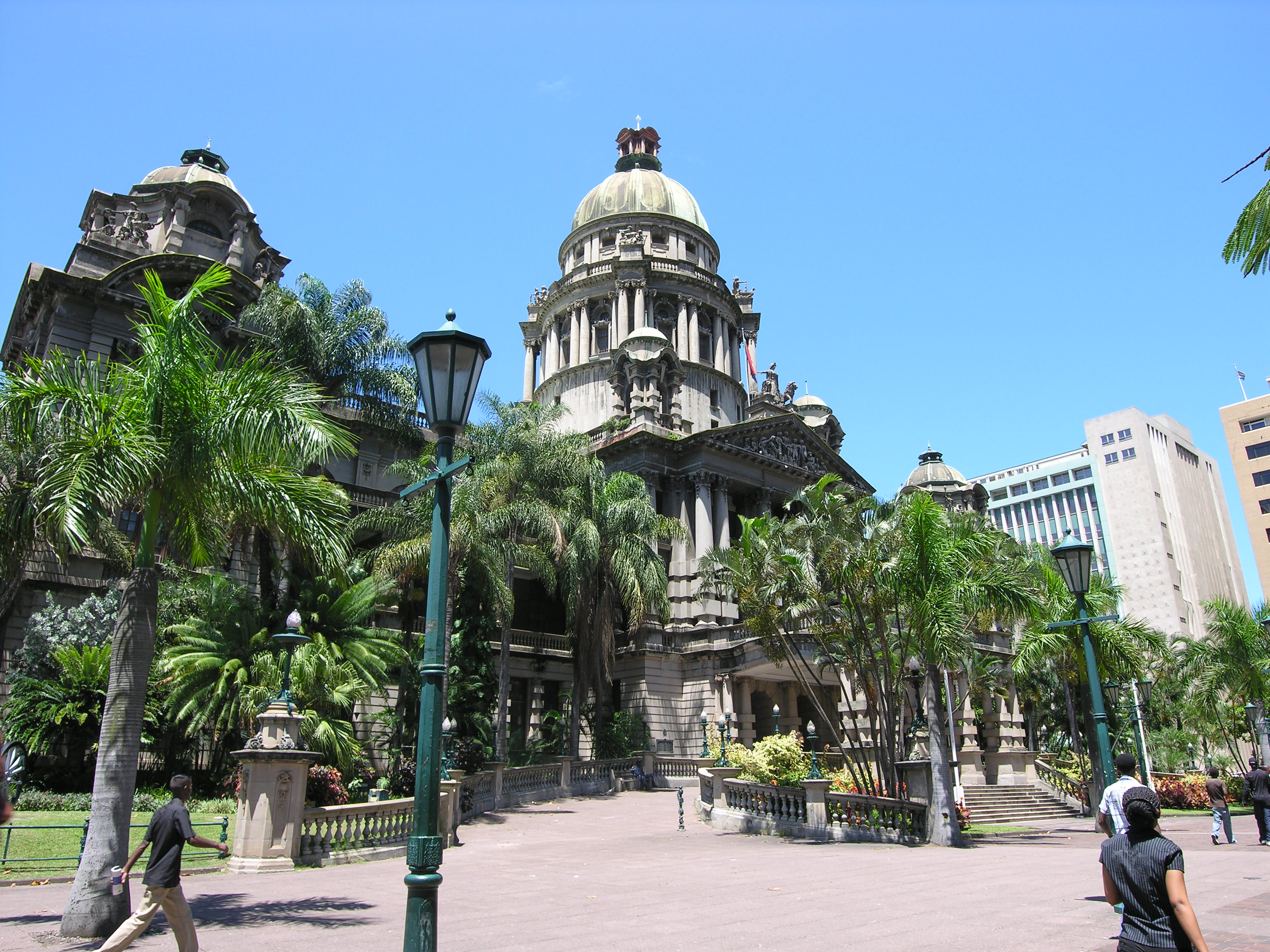
Der Ort, an dem Botha die Rede hielt: Das 1910 im Renaissance-Stil errichtete Rathaus von Durban (Durban City Hall), Sitz der Stadtverwaltung, einer Bibliothek, eines Naturkundemuseums und einer Kunstgalerie

Die rund einstündige Ansprache, die Botha am Abend des 15. August 1985 im Rathaus von Durban vor rund 1800 Mitgliedern der Nationalen Partei der Provinz Natal hielt, wurde von 33 ausländischen Rundfunkstationen live übertragen und weltweit von rund 200 bis 300 Millionen Menschen verfolgt. Neben den Parteimitgliedern waren auch Vertreter ausländischer Botschaften vor Ort anwesend. Trotz der von ihm am Ende verwendeten Rubikon-Metapher verweigerte sich Botha in der Rede nahezu allen Forderungen nach substantiellen Veränderungen. Vielmehr beschränkte er sich auf die Zusammenfassung bisheriger Maßnahmen seiner Regierung sowie auf die unbestimmte Ankündigung von Empfehlungen, für deren Umsetzung er sich die Entscheidungsgewalt vorbehielt. Zu den weitreichendsten unter seinen Vorschlägen zählten die Möglichkeit einer einheitlichen südafrikanischen Staatsbürgerschaft und des Verbleibs der Homelands als Teil Südafrikas sowie die Rücknahme der umstrittenen Passgesetze. Gleichwohl bezeichnete er seine Ausführungen als „Manifest für die Zukunft unseres Landes“ und ging von tiefgreifenden Konsequenzen bei der Umsetzung seiner Vorstellungen aus.
Demgegenüber wiederholte er seine zuvor bereits im Parlament verkündete Forderung an Nelson Mandela und den ANC nach einer Aufgabe des bewaffneten Kampfes zur Durchsetzung politischer Ziele als Vorbedingung für Mandelas Freilassung. Darüber hinaus lehnte er die Durchführung von allgemeinen und freien Wahlen mit Beteiligung aller Einwohner Südafrikas ab, auch machte er keine Zusagen bezüglich der vielfach geforderten Wiederzulassung des ANC. An alle von ihm als Feinde seiner Regierung und des Landes wahrgenommenen Personen und Organisationen, zu denen er unter anderem die Medien, revolutionäre Bewegungen in Afrika, eine kommunistische Verschwörung im Land sowie die ausländische Einmischung in innere Angelegenheiten zählte, richtete er mit erhobenem Zeigefinger die Worte „Ihnen sage ich: In eurem eigenen Interesse, treibt uns nicht zu weit!“. Mit Bezug auf den Druck aus dem Ausland erklärte er, dass die Lösung von Südafrikas Problemen durch Südafrikaner und nicht durch Ausländer erfolgen würde, und betonte: „Wir haben niemals Forderungen von außen nachgegeben und werden es auch jetzt nicht tun“. Ein zentrales Argument von Botha war die Aussage, dass die Sichtweise, Südafrika würde aus einer weißen Minderheit und einer schwarzen Mehrheit bestehen, „antiquiert, simplifizierend und rassistisch“ sei. Er bezeichnete das Land vielmehr als „multikulturelle Gesellschaft“, als „ein Land von Minderheiten – von weißen Minderheiten und schwarzen Minderheiten“, und betonte die Notwendigkeit des Schutzes von Minderheiten, mit der er sowohl seine Ablehnung von allgemeinen Wahlen als auch die Schaffung der Homelands begründete.
Die abschließende Aussage über die Überschreitung des Rubikon entstammte einem Entwurf, an dem neben Außenminister Roelof Frederik Botha auch Justizminister Hendrik Jacobus Coetsee und der Minister für Verfassungsangelegenheiten Jan Christiaan Heunis mitgearbeitet hatten. Diese Vorlage hatte allerdings auch einige zu dieser Metapher passende konkrete Ankündigungen schrittweiser Veränderungen wie die Wiederherstellung der Bürgerrechte der afrikanischen Bevölkerungsmehrheit, Verhandlungen mit deren Führern einschließlich des ANC und ihre Beteiligung an der Regierung sowie die Abschaffung jedweder Diskriminierung enthalten. Pieter Willem Botha übernahm jedoch diese Vorschläge nicht, sondern ließ den Entwurf in weiten Teilen von einem engen Mitarbeiter umschreiben. Diese Darstellung wurde allerdings von Botha später bestritten, der vielmehr seinem Außenminister vorwarf, die internationalen Erwartungen an die Rede bewusst gesteigert zu haben, um ihn in Verlegenheit zu bringen. Aufzeichnungen über die Kabinettssitzungen in den Tagen vor dem 15. August 1985 sind wie einige andere Dokumente aus Bothas Regierungszeit in den entsprechenden Archiven nicht auffindbar.

## Auswirkungen

### Sozioökonomische und politische Folgen

Der Wechselkurs des US-Dollars (USD) zu einem südafrikanischen Rand (ZAR) im Verlauf des Jahres 1985
Rot: Der Monat August, in dem Botha die Rubikon-Rede hielt

Die Rede, welche ursprünglich die zunehmende Kritik aus den Regierungen und der Bevölkerung der westlichen Welt an der Apartheid-Politik der südafrikanischen Regierung eindämmen sollte, hatte weitreichende Folgen für die weitere Entwicklung des Landes. Da es Botha mit seinen Ausführungen nicht gelang, die innen- und außenpolitisch in ihn gesetzten Erwartungen zu erfüllen, verschlechterten sich sowohl die diplomatischen Beziehungen Südafrikas zu anderen Ländern als auch die wirtschaftliche und soziale Situation im Inland erheblich. Der Wert der Landeswährung gegenüber dem US-Dollar und anderen Währungen, der sich nach einer seit dem Anfang der 1980er Jahre stattfindenden kontinuierlichen Abwertung ab dem Jahresbeginn 1985 stabilisiert hatte, stürzte infolge der Rede ab. Bereits einen Tag später verlor der südafrikanische Rand auf den internationalen Finanzmärkten 20 Prozent seines Wertes, zwölf Tage nach der Rede hatte er die Hälfte seines Wertes verloren und gegenüber dem US-Dollar einen neuen Rekordtiefstand erreicht.
Darüber hinaus kam es zu einer massiven Kapitalflucht sowie dem Ausbleiben von Auslandsinvestitionen und Krediten ausländischer Banken, allein im August 1985 flossen 400 Millionen US-Dollar ausländischen Kapitals aus Südafrika ab. Ein Großteil der  Privatkundenkredite mit kurzer Laufzeit lief im August aus und wurde nach der Rede nicht erneuert. So gab die Chase Manhattan Bank, zur damaligen Zeit eines der wichtigsten Geldinstitute für solche Kredite auf dem südafrikanischen Finanzmarkt, nach der Rede bekannt, keine Kredite mehr an südafrikanische Kunden zu vergeben. Dies galt als Ausdruck eines völligen Vertrauensverlusts der Bank in die Wirtschaft des Landes. Weitere Banken wie die Bankers Trust und die Bank of America folgten diesem Schritt. Gerhard de Kock, der Chef der südafrikanischen Notenbank, bezifferte den durch die Rede entstandenen Schaden für das Land sarkastisch in mehreren Millionen Rand pro Wort. In der Folge setzte Südafrika am 2. September etwa die Hälfte seiner internationalen Zahlungsverpflichtungen bis zum 30. Dezember 1985 einseitig aus. Dieses Moratorium, das einem Staatsbankrott nahekam, hatte langanhaltende und schwerwiegende Folgen für den Zugang des Landes zu den internationalen Finanzmärkten in den folgenden Jahren. Darüber hinaus wurde Anfang September mit dem sogenannten Financial Rand erneut ein zweigeteiltes Wechselkurssystem für die Landeswährung eingeführt, aus dem Beschränkungen bei der Ausfuhr von ausländischem Kapital und beim Währungsumtausch durch die Einwohner des Landes resultierten. An der Johannesburger Börse kam es vom 27. August bis zum 2. September 1985, erstmals seit der landesweiten Krise nach dem Sharpeville-Massaker von 1960, zu einer Unterbrechung des Aktienhandels. Der südafrikanische Rand erreichte erst rund 18 Monate nach seinem Absturz wieder seinen Wert aus der Zeit vor der Ansprache, der Wertverlust durch Bothas Rede wurde als Vergleichsmaßstab für ähnliche Kursentwicklungen in der Post-Apartheid-Ära herangezogen.
Im Jahr nach der Ansprache erklärte die Regierung des Landes aufgrund zunehmender innerer Spannungen und Proteste den Ausnahmezustand. Am 31. Januar 1986 hielt Botha bei der Eröffnung des südafrikanischen Parlaments eine weitere Rede über seine Reformvorstellungen, die gelegentlich als zweite Rubikon-Rede beziehungsweise „Rubikon II“ bezeichnet wird, jedoch keine mit seiner Rede vom August 1985 vergleichbaren Auswirkungen hervorrief. In dieser Ansprache schlug er die Einbeziehung der schwarzen Bevölkerungsmehrheit in eine gesetzgebende Nationalversammlung (National Statutory Council) vor und kündigte erneut die Aufhebung der Passgesetze an. Darüber hinaus bot er die Freilassung von Nelson Mandela unter der Bedingung an, dass im Gegenzug die Sowjetunion den verbannten russischen Physiker und Dissidenten Andrei Dmitrijewitsch Sacharow und Angola einen gefangenen südafrikanischen Soldaten freilassen sollten. Während die Passgesetze im Juli 1986 tatsächlich abgeschafft wurden, hielt Botha seine Zusage in Bezug auf Mandela nicht ein, obwohl die Verbannung von Sacharow im Dezember 1986 aufgehoben wurde und auch Angola seine Forderung erfüllte. Auf den Tag genau ein Jahr nach der ersten Rubikon-Rede stimmte der Senat der Vereinigten Staaten dem Comprehensive Anti-Apartheid Act zu, der zuvor bereits vom Repräsentantenhaus angenommen worden war. Nach einem Veto des damaligen amerikanischen Präsidenten Ronald Reagan, das von beiden Kongresskammern überstimmt wurde, trat das Gesetz Anfang Oktober 1986 in Kraft und hatte umfassende Wirtschaftssanktionen in Form von Handels- und Investitionsbeschränkungen zur Folge. Mehr als drei Jahre später verkündete Bothas Nachfolger Frederik Willem de Klerk am 2. Februar 1990 vor dem Parlament neben anderen Maßnahmen die Wiederzulassung des ANC und anderer Organisationen sowie die Freilassung von Nelson Mandela. Für diese Ansprache, mit der er die damit verbundenen Erwartungen weit übertraf und die Abschaffung der Apartheid einleitete, wird gelegentlich die Bezeichnung De Klerk’s Rubicon oder ebenfalls Rubicon speech verwendet.

### Rezeption und historische Einordnung

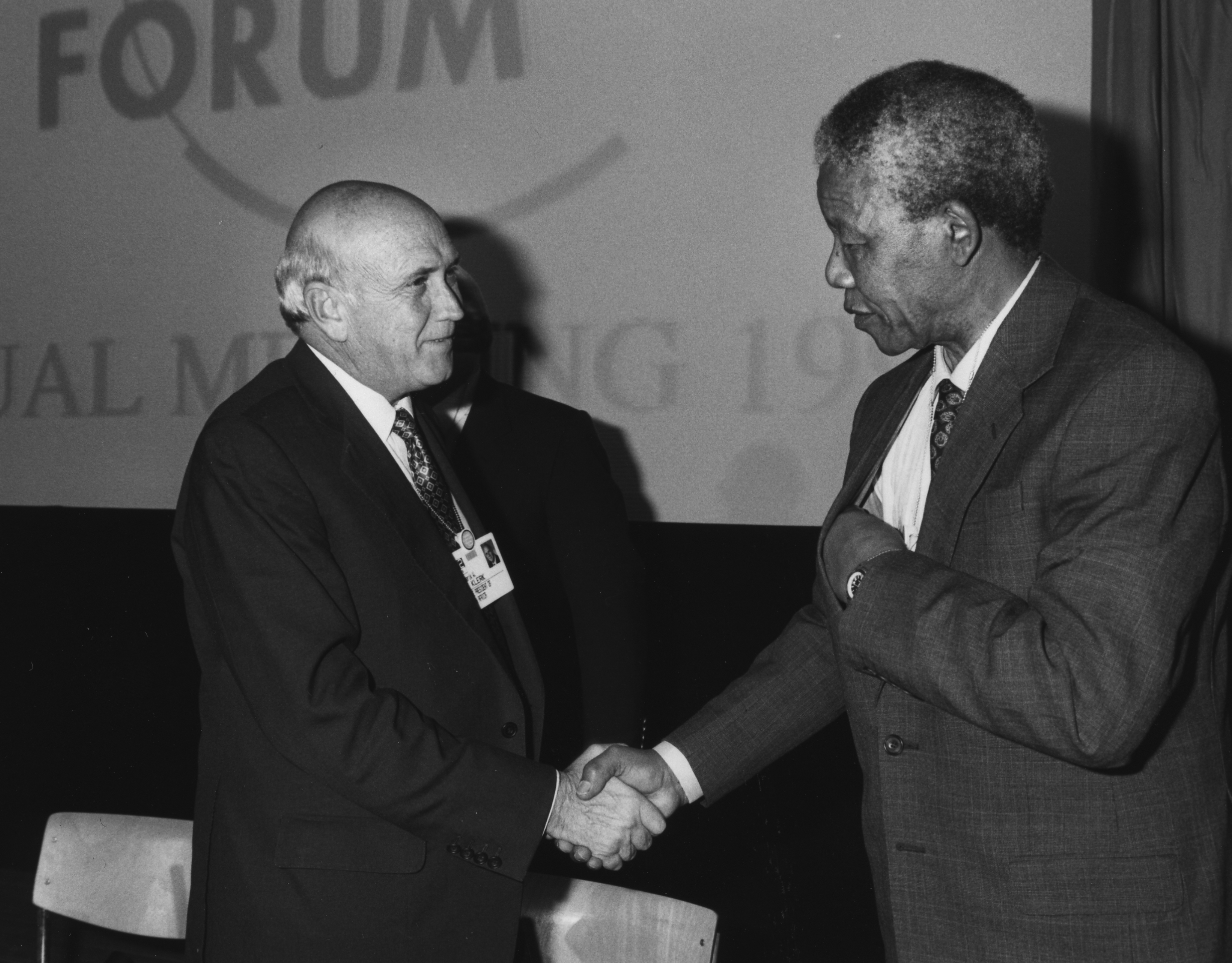
Frederik de Klerk (links), ab 1989 Bothas Nachfolger im Amt des Staatspräsidenten, im Januar 1992 mit Nelson Mandela (rechts), dessen Freilassung er zwei Jahre zuvor angeordnet hatte

Bothas Rede galt aufgrund ihrer Folgen bereits zur damaligen Zeit als schwerwiegender Fehlschlag und führte insbesondere in der Wirtschaftspresse des Landes zu Rücktrittsforderungen an Botha. So bezeichnete beispielsweise Stephen Mulholland, Herausgeber des südafrikanischen Wirtschaftsblattes Financial Mail, Botha den Erinnerungen eines Journalisten zufolge als „verrückt“. Die Zeitung kritisierte seinen Auftritt unter der Schlagzeile „Leave now“ („Verschwinde jetzt“) scharf und verglich ihn mit dem eines schlechten Zauberkünstlers, der selbst Kindern auf einer Geburtstagsfeier peinlich wäre. Darüber hinaus veröffentlichte sie unter der Überschrift „P W Botha: a psychiatrist writes“ eine Analyse von Bothas Körpersprache durch einen Psychiater, welche hinsichtlich seiner Persönlichkeit äußerst kritisch ausfiel und die Androhung rechtlicher Schritte durch Botha zur Folge hatte. Auch in der Finanzzeitung Business Day erschien einen Tag nach der Ansprache ein Leitartikel mit der Forderung nach Bothas Rücktritt, sofern er nichts besseres als die Rede zu bieten hätte. Die beiden wichtigsten Wirtschaftsvereinigungen des Landes, Die Afrikaanse Handelsinstituut und South African Federated Chamber of Industries, brachten in einer gemeinsamen Erklärung ihre Enttäuschung darüber zum Ausdruck, dass Botha in seiner Rede hinsichtlich Reformen und Wiederaufbau des Landes nicht konkreter geworden sei.
Der African National Congress kritisierte die Ansprache in einer am folgenden Tag vom damaligen ANC-Präsidenten Oliver Tambo im Exil in Lusaka verbreiteten Presseerklärung scharf. Er verurteilte die Machthaber in Südafrika als „Clique von ewiggestrigen Rassisten, engstirnigen Reaktionären und blutrünstigen faschistischen Maulhelden, die niemandem als sich selbst Beachtung schenken würden“, und bezeichnete die Apartheid als „nicht reformierbar“ sowie die Freiheitscharta und die Strategie des ANC als den „einzigen durchführbaren und von der Mehrheit des Volkes akzeptierten Weg“. Nach Einschätzung von Dave Steward, zur damaligen Zeit ein hochrangiger Mitarbeiter des südafrikanischen Außenministeriums und später Berater von Frederik Willem de Klerk, war die Ansprache durch einen absoluten Mangel an Verständnis für zeitgemäße politische Kommunikation gekennzeichnet. Botha, dessen Gesicht die Fernsehbilder dominierte und dessen Auftritt deshalb einschüchternd wirkte sowie als trotzig und teilweise aggressiv empfunden wurde, verkannte mit der an seinen Parteimitgliedern orientierten Wortwahl und inhaltlichen Ausrichtung die Bedeutung seiner Ansprache für die gesamte südafrikanische Gesellschaft und für die Weltöffentlichkeit. Laut Aussage von Chester Crocker, Assistenzsekretär für afrikanische Angelegenheiten im amerikanischen Außenministerium während der Amtszeit von Präsident Ronald Reagan und verantwortlich für dessen Politik gegenüber Südafrika, war Botha „in den Rubikon gefallen, anstatt ihn zu überqueren“. Der südafrikanische Außenminister Roelof Frederik Botha nannte die Ansprache vor Medienvertretern eine Rede, mit der er sicherlich leben könne, und gab an, dass er der Ansicht von Präsident Botha zustimme, der sie als „geschichtsträchtiges Ereignis“ betrachtete. In späteren Erinnerungen beschrieb er diese Pressekonferenz jedoch als „einen der schwierigsten Momente“ seines Lebens. Vor der Wahrheits- und Versöhnungskommission sagte er am 14. Oktober 1997 aus, dass er den Teil mit der Rubikon-Metapher und einigen von Präsident Botha später nicht erwähnten Reformzusagen verfasst hatte, und beschrieb den Effekt der Rede auf die internationale Gemeinschaft wie auch auf viele Südafrikaner als „einen Eimer voll kaltem Wasser ins Gesicht“.
Frederik Willem de Klerk, der auf den Tag genau vier Jahre nach der Rede Nachfolger von Botha als südafrikanischer Präsident wurde, bezeichnete die Ansprache während seiner Aussage vor der Kommission im August 1998 als „desaströs“. Nach Ansicht von Robin Renwick, dem späteren britischen Hochkommissar in Südafrika, markierte die Rede den Tag, an dem die Apartheid-Regierung endgültig ihre Glaubwürdigkeit sowie die politische, wirtschaftliche und diplomatische Handlungsfähigkeit verlor. In ähnlicher Weise nannte der südafrikanische Politikwissenschaftler Hermann Giliomee die Ansprache „einen Wendepunkt, an dem die weißen Machthaber des Landes an der Wende scheiterten“. Die Rede war darüber hinaus in persönlicher Hinsicht eines der prägendsten Ereignisse von Bothas Karriere, da sie die wichtigste Krise seiner Präsidentschaft auslöste und den Anfang seines politischen Rückzugs bedeutete. Der Journalist David Beresford bezeichnete die Rede in der britischen Tageszeitung The Guardian in einem Nachruf nach Bothas Tod dementsprechend als dessen „größten Fehltritt“. Aufgrund der Rezeption und der Auswirkungen der Rede blieb in der Folgezeit nahezu unbeachtet, dass Botha im August und im September 1985 auf weiteren Kongressen der NP in den anderen drei Provinzen des Landes deutlich weiterreichende Reformen ankündigte. So gab er auf der Parteiversammlung in der Kapprovinz bekannt, dass alle gesellschaftlichen Gruppierungen und Gemeinschaften des Landes eine angemessene politische Repräsentation bis zur höchsten Regierungsebene erhalten sollten. Darüber hinaus lehnte er Apartheid ab, sofern dies die Dominanz einer Gruppe über einer anderen, den Ausschluss einer Gruppe von der politischen Willensbildung sowie Diskriminierung auf der Basis rassistischer Prinzipien bedeuten würde. Der Vorschlag einer Beteiligung der schwarzen Bevölkerungsmehrheit an der Macht war nach Ansicht von Jan Christiaan Heunis der wichtigste unter den Punkten gewesen, deren Fehlen in der Rubikon-Rede zu ihrer Rezeption beigetragen hatten. Warum Botha seine Ankündigungen, mit denen er in ihrer Gesamtaussage eine deutliche Neuorientierung der Regierungspolitik in Aussicht stellte, über mehrere Ansprachen verteilte, und ob hier möglicherweise taktische oder parteipolitische Erwägungen eine Rolle spielten, ist nicht bekannt.
Die Bezeichnung der Ansprache als „Rubikon-Rede“ (englisch Rubicon speech) fand bereits wenige Jahre später und damit noch vor dem Ende der Apartheid Eingang in den politischen Sprachgebrauch in Südafrika. Formulierungen wie beispielsweise „Zurückweichen von den Ufern des Rubikon“ oder „den Rubikon überschreiten“ sind im Kontext der politischen Geschichte des Landes zu einem Synonym für den individuellen und kollektiven Umgang mit dem Apartheidsystem und dessen Abschaffung geworden. So nehmen beispielsweise die Titel der Dokumentarfilme Across the Rubicon (1987) und Have You Heard From Johannesburg? The Other Side Of The Rubicon (2008), die sich mit der Apartheid beschäftigen, Bezug auf diese Metapher. In dem 2007 erschienenen Spielfilm Goodbye Bafana, dessen Handlung basierend auf den Memoiren des Gefängnisaufsehers James Gregory dessen Verhältnis zu Nelson Mandela thematisiert, ist in einer Szene ein kurzer Ausschnitt aus einer Fernsehübertragung der Rubikon-Rede zu sehen.